# 埃米尔·邦弗尼斯特
埃米尔·邦弗尼斯特（法語：Émile Benveniste，1902年5月27日—1976年10月3日），法国的结构主义语言学和符号学家。他因对印欧语系的研究和他对索绪尔建立的语言范式的批判重组而闻名。他的主要著作是《普通语言学问题》。
1902年5月27日生于叙利亚阿勒颇，1976年10月3日逝世于法国巴黎。安东尼·梅耶是他的老师。